# Purley (Carolina del Norte)
Purley es un área no incorporada ubicada del condado de Caswell  en el estado estadounidense de Carolina del Norte.